# Saint-Sulpice-et-Cameyrac
Saint-Sulpice-et-Cameyrac é uma comuna francesa na região administrativa da Nova Aquitânia, no departamento da Gironda. Estende-se por uma área de 15,04 km². Em 2010 a comuna tinha 4 708 habitantes (densidade: 313 hab./km²).